# Беер, Эдит Хан
Эдит Хан Беер (нем. Edith Hahn Beer, 24 января 1914 — 17 марта 2009) — австрийская писательница, пережившая Холокост, скрыв своё еврейское происхождения и выйдя замуж за нацистского офицера. Автор книги «Жена немецкого офицера».

## Биография

### Ранние годы и образование
Хан была одной из трех дочерей, рожденных у Клотильды и Леопольда Хан. Родители владели и управляли рестораном. В июне 1936 года Леопольд умер, работая менеджером гостиничного ресторана в Альпах.
Хотя девушки того времени редко посещали среднюю школу, профессор Эдит убедил Леопольда отправить дочь учиться. После окончания школы, Хан продолжила учебу в университете где изучала право. Во времена аншлюса была вынуждена покинуть университет, из-за еврейского происхождения.

### Вторая мировая война
В 1939 году Хан и ее мать были переселены в еврейское гетто в Вене. Их разлучили в апреле 1941 года, когда Хан отправили на плантацию спаржи в Остербурге, Германия, а затем на фабрику по производству коробок Bestehorn в Ашерслебене. Ее мать была депортирована в Польшу за две недели до того, как Хан смогла вернуться в Вену в 1942 году. С дубликатами документов на имя своей подруги, христианинки, Кристы Деннер, Хан отправилась в Мюнхен.
В Мюнхене Хан повстречала Вернера Веттера, члена нацистской партии, который вскоре сделал ей предложение руки и сердца. Хан устроилась медсестрой немецкого Красного Креста. После женитьбы супруги жили в Бранденбурге-на-Гавеле, где у них в 1944 году родилась дочь Анжелика.
Веттер, чья слепота на один глаз изначально освободила его от военной службы, в конечном итоге был призван и стал офицером. В марте 1945 года был взят в плен и отправлен в сибирский трудовой лагерь.

### После войны
После войны Хан использовала свое еврейское удостоверение личности, для восстановления документов. Потребность союзников в юристах дала ей возможность устроится судьей в Бранденбурге. Хан умоляла советские власти освободить Веттера, который был выпущен на свободу в 1947 году. Но вскоре после этого их брак распался. Веттер умер в 2002 году.
Не согласившись с требованием властей работать информатором, Хан бежала с дочерью в Лондон, где жили её сестры. В Лондоне она работала домработницей и дизайнером корсетов.
В 1957 году она вышла замуж за Фреда Беера, торговца ювелирными изделиями, еврея по национальности. Их брак продлился до его смерти в 1984 году. После смерти Беера Хан эмигрировала в Израиль и жила в Нетании, пока не вернулась в Лондон, где прожила последние годы своей жизни. Она умерла в Лондоне в 2009 году.

## Архивы
В декабре 1997 года собрание личных бумаг Хан было продано на аукционе за 169 250 долларов. Коллекция, известная как Архив Эдит Хан, была передана в дар Мемориальному музею Холокоста США.

## Публикации
- Эдит Беер, Сюзан Дворкин. Жена немецкого офицера. — АСТ, 2016. — 304 с. — ISBN 978-5-17-095453-7.